# Neato walli
Neato walli är en spindelart som beskrevs av Norman I. Platnick 2002. Neato walli ingår i släktet Neato och familjen Gallieniellidae. Inga underarter finns listade i Catalogue of Life.